# قومية عنصرية
القومية العنصرية هي أيديولوجية تدعو إلى تعريف عنصري للهوية القومية. تسعى القومية العنصرية إلى الحفاظ على «النقاء العرقي» للأمة من خلال سياسات مثل حظر الاختلاط العرقي وهجرة الأجناس الأخرى. من أجل خلق تبرير لمثل هذه السياسات، غالبًا ما تروج القومية العرقية لعلم تحسين النسل، وتدعو إلى الحلول السياسية والتشريعية القائمة على تحسين النسل والنظريات العرقية الأخرى. 
لا ينبغي الخلط بين القومية العنصرية والقومية الإثنية. يُعرف الشكل الانتقالي بين القومية العنصرية والإثنية أيضًا باسم قومية فلكيش.